# Волконский, Юрий Фёдорович
Князь Юрий Фёдорович Волконский (годы рождения и смерти неизвестны) — воевода в правление царя Михаила Фёдоровича Романова.

## Биография
Представитель княжеского рода Волконских. Младший (третий) сын князя Фёдора Константиновича Волконского (? — 1607). Старшие братья — князья Иван и Михаил Волконские. Рюрикович в XX поколении.
Жилец, участник московского осадного сидения (1618), за что пожалован вотчиной. Воевода в Бежецком Верхе (март1630-1631), Торжке (1632-1633), Кашире (1635). Исполнял дворцовые службы (1636).
Совладелец деревни Тимонино в Московском уезде.
Скончался, не оставив после себя потомства.